# Lista över fornlämningar i Strängnäs kommun (Överselö)
Lista över fornlämningar i Strängnäs kommun (Överselö) är en förteckning av ett urval av de fornlämningar som finns i Överselö i Strängnäs kommun.
| Namn                                             | Lämningstyp                 | Tillkomsttid | Historisk indelning    | Plats          | Läge                 | ID-nr          | Bild                                      |
| ------------------------------------------------ | --------------------------- | ------------ | ---------------------- | -------------- | -------------------- | -------------- | ----------------------------------------- |
| Överselö 1:1                                     | Stensättning                |              | Överselö, Södermanland |                | 59.458250, 17.109830 | 10039700010001 | Ladda upp en bild av detta fornminne      |
| Överselö 1:2                                     | Hög                         |              | Överselö, Södermanland |                | 59.458138, 17.110142 | 10039700010002 | Ladda upp en bild av detta fornminne      |
| Kyrkbacken (Överselö 7:1)                        | Gravfält                    |              | Överselö, Södermanland |                | 59.437168, 17.098304 | 10039700070001 | Ladda upp en bild av detta fornminne      |
| Överselö 9:1                                     | Gravfält                    |              | Överselö, Södermanland |                | 59.442483, 17.115814 | 10039700090001 | Ladda upp en bild av detta fornminne      |
| Överselö 10:1                                    | Gravfält                    |              | Överselö, Södermanland |                | 59.441653, 17.115179 | 10039700100001 | Ladda upp en bild av detta fornminne      |
| Överselö 11:1                                    | Stensättning                |              | Överselö, Södermanland |                | 59.433714, 17.122869 | 10039700110001 | Ladda upp en bild av detta fornminne      |
| Överselö 12:1                                    | Hög                         |              | Överselö, Södermanland |                | 59.426944, 17.127605 | 10039700120001 | Ladda upp en bild av detta fornminne      |
| Överselö 13:1                                    | Gravfält                    |              | Överselö, Södermanland |                | 59.425009, 17.128167 | 10039700130001 | Ladda upp en bild av detta fornminne      |
| Murarvreten (åkern omedelbart V) (Överselö 14:1) | Gravfält                    |              | Överselö, Södermanland |                | 59.434418, 17.143206 | 10039700140001 | Ladda upp en bild av detta fornminne      |
| Överselö 15:1                                    | Stensättning                |              | Överselö, Södermanland |                | 59.430340, 17.152006 | 10039700150001 | Ladda upp en bild av detta fornminne      |
| Överselö 16:1                                    | Stensättning                |              | Överselö, Södermanland |                | 59.430872, 17.159819 | 10039700160001 | Ladda upp en bild av detta fornminne      |
| Överselö 17:1                                    | Gravfält                    |              | Överselö, Södermanland |                | 59.428204, 17.167220 | 10039700170001 | Ladda upp en bild av detta fornminne      |
| Överselö 18:1                                    | Röse                        |              | Överselö, Södermanland |                | 59.429806, 17.170085 | 10039700180001 | Ladda upp en bild av detta fornminne      |
| Överselö 19:1                                    | Gravfält                    |              | Överselö, Södermanland |                | 59.426716, 17.156963 | 10039700190001 | Ladda upp en bild av detta fornminne      |
| Knöshagen (Överselö 20:1)                        | Gravfält                    |              | Överselö, Södermanland |                | 59.426065, 17.159018 | 10039700200001 | Ladda upp en bild av detta fornminne      |
| Överselö 21:1                                    | Gravfält                    |              | Överselö, Södermanland |                | 59.427101, 17.159776 | 10039700210001 | Ladda upp en bild av detta fornminne      |
| Trumpåsen (Överselö 23:1)                        | Stensättning                |              | Överselö, Södermanland |                | 59.426611, 17.139855 | 10039700230001 | Ladda upp en bild av detta fornminne      |
| Trumpåsen (Överselö 24:1)                        | Stensättning                |              | Överselö, Södermanland |                | 59.427688, 17.139369 | 10039700240001 | Ladda upp en bild av detta fornminne      |
| Överselö 26:1                                    | Gravfält                    |              | Överselö, Södermanland |                | 59.440557, 17.169715 | 10039700260001 | Ladda upp en bild av detta fornminne      |
| Överselö 27:1                                    | Stensättning                |              | Överselö, Södermanland |                | 59.440939, 17.168382 | 10039700270001 | Ladda upp en bild av detta fornminne      |
| Sö 213 (Överselö 28:1)                           | Runristning                 |              | Överselö, Södermanland | Nybble         | 59.440657, 17.171196 | 10039700280001 | Ladda upp en till bild av detta fornminne |
| Överselö 29:1                                    | Gravfält                    |              | Överselö, Södermanland |                | 59.426843, 17.158314 | 10039700290001 | Ladda upp en bild av detta fornminne      |
| Överselö 30:1                                    | Stensättning                |              | Överselö, Södermanland |                | 59.426851, 17.159293 | 10039700300001 | Ladda upp en bild av detta fornminne      |
| Överselö 31:1                                    | Stensättning                |              | Överselö, Södermanland |                | 59.462214, 17.161150 | 10039700310001 | Ladda upp en bild av detta fornminne      |
| Överselö 32:1                                    | Röse                        |              | Överselö, Södermanland |                | 59.467767, 17.147148 | 10039700320001 | Ladda upp en bild av detta fornminne      |
| Överselö 33:1                                    | Grav markerad av sten/block |              | Överselö, Södermanland |                | 59.452835, 17.160357 | 10039700330001 | Ladda upp en bild av detta fornminne      |
| Skansberget (Överselö 34:1)                      | Fornborg                    |              | Överselö, Södermanland |                | 59.446386, 17.129490 | 10039700340001 | Ladda upp en bild av detta fornminne      |
| Högbergs backe (Överselö 35:1)                   | Gravfält                    |              | Överselö, Södermanland |                | 59.439619, 17.154782 | 10039700350001 | Ladda upp en bild av detta fornminne      |
| Överselö 36:1                                    | Stensättning                |              | Överselö, Södermanland |                | 59.452143, 17.188000 | 10039700360001 | Ladda upp en bild av detta fornminne      |
| Överselö 37:1                                    | Röse                        |              | Överselö, Södermanland |                | 59.444903, 17.180065 | 10039700370001 | Ladda upp en bild av detta fornminne      |
| Överselö 38:1                                    | Stensättning                |              | Överselö, Södermanland |                | 59.440628, 17.182821 | 10039700380001 | Ladda upp en bild av detta fornminne      |
| Överselö 38:2                                    | Stensättning                |              | Överselö, Södermanland |                | 59.440444, 17.182880 | 10039700380002 | Ladda upp en bild av detta fornminne      |
| Överselö 39:1                                    | Gravfält                    |              | Överselö, Södermanland |                | 59.430683, 17.203384 | 10039700390001 | Ladda upp en bild av detta fornminne      |
| Överselö 40:1                                    | Röse                        |              | Överselö, Södermanland |                | 59.426583, 17.209607 | 10039700400001 | Ladda upp en bild av detta fornminne      |
| Överselö 41:1                                    | Gravfält                    |              | Överselö, Södermanland |                | 59.425694, 17.191796 | 10039700410001 | Ladda upp en bild av detta fornminne      |
| Överselö 42:1                                    | Stensättning                |              | Överselö, Södermanland |                | 59.436489, 17.184646 | 10039700420001 | Ladda upp en bild av detta fornminne      |
| Överselö 42:2                                    | Stensättning                |              | Överselö, Södermanland |                | 59.436766, 17.184307 | 10039700420002 | Ladda upp en bild av detta fornminne      |
| Överselö 43:1                                    | Gravfält                    |              | Överselö, Södermanland |                | 59.436307, 17.181061 | 10039700430001 | Ladda upp en bild av detta fornminne      |
| Överselö 44:1                                    | Stensättning                |              | Överselö, Södermanland |                | 59.423998, 17.184217 | 10039700440001 | Ladda upp en bild av detta fornminne      |
| Överselö 44:2                                    | Stensättning                |              | Överselö, Södermanland |                | 59.424120, 17.183992 | 10039700440002 | Ladda upp en bild av detta fornminne      |
| Överselö 46:1                                    | Röse                        |              | Överselö, Södermanland |                | 59.432942, 17.179074 | 10039700460001 | Ladda upp en bild av detta fornminne      |
| Överselö 46:2                                    | Stensättning                |              | Överselö, Södermanland |                | 59.432601, 17.179420 | 10039700460002 | Ladda upp en bild av detta fornminne      |
| Överselö 47:1                                    | Stensättning                |              | Överselö, Södermanland |                | 59.432257, 17.180872 | 10039700470001 | Ladda upp en bild av detta fornminne      |
| Överselö 47:2                                    | Hög                         |              | Överselö, Södermanland |                | 59.432126, 17.180991 | 10039700470002 | Ladda upp en bild av detta fornminne      |
| Överselö 48:1                                    | Gravfält                    |              | Överselö, Södermanland |                | 59.431311, 17.181400 | 10039700480001 | Ladda upp en bild av detta fornminne      |
| Överselö 50:1                                    | Gravfält                    |              | Överselö, Södermanland |                | 59.430130, 17.180999 | 10039700500001 | Ladda upp en bild av detta fornminne      |
| Överselö 51:1                                    | Gravfält                    |              | Överselö, Södermanland |                | 59.429513, 17.181360 | 10039700510001 | Ladda upp en bild av detta fornminne      |
| Överselö 52:1                                    | Gravfält                    |              | Överselö, Södermanland |                | 59.426999, 17.170026 | 10039700520001 | Ladda upp en bild av detta fornminne      |
| Kölarhagen (Överselö 54:1)                       | Gravfält                    |              | Överselö, Södermanland |                | 59.418062, 17.221013 | 10039700540001 | Ladda upp en bild av detta fornminne      |
| Kölarhagen (Överselö 55:1)                       | Gravfält                    |              | Överselö, Södermanland |                | 59.416502, 17.221476 | 10039700550001 | Ladda upp en bild av detta fornminne      |
| Kölarhagen (Överselö 56:1)                       | Gravfält                    |              | Överselö, Södermanland |                | 59.417775, 17.218544 | 10039700560001 | Ladda upp en bild av detta fornminne      |
| Kölarhagen (Överselö 57:1)                       | Gravfält                    |              | Överselö, Södermanland |                | 59.418782, 17.216409 | 10039700570001 | Ladda upp en bild av detta fornminne      |
| Överselö 58:1                                    | Gravfält                    |              | Överselö, Södermanland |                | 59.439652, 17.175331 | 10039700580001 | Ladda upp en bild av detta fornminne      |
| Överselö 59:1                                    | Stensättning                |              | Överselö, Södermanland |                | 59.426525, 17.150883 | 10039700590001 | Ladda upp en bild av detta fornminne      |
| Överselö 61:1                                    | Gravfält                    |              | Överselö, Södermanland |                | 59.409883, 17.125132 | 10039700610001 | Ladda upp en bild av detta fornminne      |
| Överselö 63:1                                    | Hög                         |              | Överselö, Södermanland |                | 59.436481, 17.153443 | 10039700630001 | Ladda upp en bild av detta fornminne      |
| Överselö 64:1                                    | Gravfält                    |              | Överselö, Södermanland |                | 59.434198, 17.154587 | 10039700640001 | Ladda upp en bild av detta fornminne      |
| Överselö 65:1                                    | Gravfält                    |              | Överselö, Södermanland |                | 59.436801, 17.162392 | 10039700650001 | Ladda upp en bild av detta fornminne      |
| Överselö 67:1                                    | Gravfält                    |              | Överselö, Södermanland |                | 59.451180, 17.165041 | 10039700670001 | Ladda upp en bild av detta fornminne      |
| Överselö 68:1                                    | Gravfält                    |              | Överselö, Södermanland |                | 59.447000, 17.158849 | 10039700680001 | Ladda upp en bild av detta fornminne      |
| Överselö 69:1                                    | Gravfält                    |              | Överselö, Södermanland |                | 59.443964, 17.171415 | 10039700690001 | Ladda upp en bild av detta fornminne      |
| Överselö 70:1                                    | Gravfält                    |              | Överselö, Södermanland |                | 59.436685, 17.164855 | 10039700700001 | Ladda upp en bild av detta fornminne      |
| Överselö 71:1                                    | Hög                         |              | Överselö, Södermanland |                | 59.439345, 17.176806 | 10039700710001 | Ladda upp en bild av detta fornminne      |
| Överselö 71:2                                    | Stensättning                |              | Överselö, Södermanland |                | 59.439394, 17.177070 | 10039700710002 | Ladda upp en bild av detta fornminne      |
| Överselö 72:1                                    | Gravfält                    |              | Överselö, Södermanland |                | 59.438989, 17.177613 | 10039700720001 | Ladda upp en bild av detta fornminne      |
| Överselö 73:1                                    | Gravfält                    |              | Överselö, Södermanland |                | 59.413966, 17.140683 | 10039700730001 | Ladda upp en bild av detta fornminne      |
| Överselö 101:1                                   | Stensättning                |              | Överselö, Södermanland |                | 59.381379, 17.172580 | 10039701010001 | Ladda upp en bild av detta fornminne      |
| Överselö 101:2                                   | Stensättning                |              | Överselö, Södermanland |                | 59.381492, 17.171872 | 10039701010002 | Ladda upp en bild av detta fornminne      |
| Överselö 102:1                                   | Stensättning                |              | Överselö, Södermanland |                | 59.380029, 17.174021 | 10039701020001 | Ladda upp en bild av detta fornminne      |
| Överselö 103:1                                   | Gravfält                    |              | Överselö, Södermanland |                | 59.378898, 17.169632 | 10039701030001 | Ladda upp en bild av detta fornminne      |
| Sö 212 (Överselö 104:1)                          | Runristning                 |              | Överselö, Södermanland | Lilla Lundby   | 59.385149, 17.173230 | 10039701040001 | Ladda upp en till bild av detta fornminne |
| Överselö 105:1                                   | Gravfält                    |              | Överselö, Södermanland |                | 59.394749, 17.185370 | 10039701050001 | Ladda upp en bild av detta fornminne      |
| Överselö 106:1                                   | Gravfält                    |              | Överselö, Södermanland |                | 59.397115, 17.182574 | 10039701060001 | Ladda upp en bild av detta fornminne      |
| Överselö 107:1                                   | Grav markerad av sten/block |              | Överselö, Södermanland |                | 59.397057, 17.181375 | 10039701070001 | Ladda upp en bild av detta fornminne      |
| Överselö 109:1                                   | Grav markerad av sten/block |              | Överselö, Södermanland |                | 59.398647, 17.180226 | 10039701090001 | Ladda upp en bild av detta fornminne      |
| Överselö 110:1                                   | Gravfält                    |              | Överselö, Södermanland |                | 59.400330, 17.177336 | 10039701100001 | Ladda upp en bild av detta fornminne      |
| Sö 209 (Överselö 110:2)                          | Runristning                 |              | Överselö, Södermanland | Fröberga       | 59.398777, 17.178128 | 10039701100002 | Ladda upp en till bild av detta fornminne |
| Överselö 111:1                                   | Gravfält                    |              | Överselö, Södermanland |                | 59.402295, 17.175011 | 10039701110001 | Ladda upp en bild av detta fornminne      |
| Överselö 112:1                                   | Grav markerad av sten/block |              | Överselö, Södermanland |                | 59.402873, 17.176482 | 10039701120001 | Ladda upp en bild av detta fornminne      |
| Överselö 112:2                                   | Grav markerad av sten/block |              | Överselö, Södermanland |                | 59.402945, 17.176314 | 10039701120002 | Ladda upp en bild av detta fornminne      |
| Jagbacken (Överselö 113:1)                       | Gravfält                    |              | Överselö, Södermanland |                | 59.403995, 17.174485 | 10039701130001 | Ladda upp en till bild av detta fornminne |
| Överselö 115:1                                   | Gravfält                    |              | Överselö, Södermanland |                | 59.405826, 17.172376 | 10039701150001 | Ladda upp en bild av detta fornminne      |
| Överselö 117:1                                   | Gravfält                    |              | Överselö, Södermanland |                | 59.410935, 17.160230 | 10039701170001 | Ladda upp en bild av detta fornminne      |
| Överselö 118:1                                   | Grav markerad av sten/block |              | Överselö, Södermanland |                | 59.413122, 17.156426 | 10039701180001 | Ladda upp en bild av detta fornminne      |
| Överselö 119:1                                   | Gravfält                    |              | Överselö, Södermanland |                | 59.419008, 17.146166 | 10039701190001 | Ladda upp en bild av detta fornminne      |
| Överselö 121:1                                   | Gravfält                    |              | Överselö, Södermanland |                | 59.420226, 17.143420 | 10039701210001 | Ladda upp en bild av detta fornminne      |
| Överselö 125:1                                   | Gravfält                    |              | Överselö, Södermanland |                | 59.418306, 17.171203 | 10039701250001 | Ladda upp en bild av detta fornminne      |
| Överselö 126:1                                   | Gravfält                    |              | Överselö, Södermanland |                | 59.416661, 17.173334 | 10039701260001 | Ladda upp en bild av detta fornminne      |
| Överselö 129:1                                   | Gravfält                    |              | Överselö, Södermanland |                | 59.412299, 17.171236 | 10039701290001 | Ladda upp en bild av detta fornminne      |
| Överselö 131:1                                   | Stensättning                |              | Överselö, Södermanland |                | 59.409566, 17.175700 | 10039701310001 | Ladda upp en bild av detta fornminne      |
| Överselö 134:1                                   | Gravfält                    |              | Överselö, Södermanland |                | 59.411088, 17.175969 | 10039701340001 | Ladda upp en bild av detta fornminne      |
| Överselö 136:1                                   | Stensättning                |              | Överselö, Södermanland |                | 59.414962, 17.182262 | 10039701360001 | Ladda upp en bild av detta fornminne      |
| Överselö 137:1                                   | Gravfält                    |              | Överselö, Södermanland |                | 59.414191, 17.201738 | 10039701370001 | Ladda upp en bild av detta fornminne      |
| Överselö 138:1                                   | Röse                        |              | Överselö, Södermanland |                | 59.416343, 17.205295 | 10039701380001 | Ladda upp en bild av detta fornminne      |
| Överselö 138:2                                   | Stensättning                |              | Överselö, Södermanland |                | 59.416122, 17.205384 | 10039701380002 | Ladda upp en bild av detta fornminne      |
| Överselö 139:1                                   | Gravfält                    |              | Överselö, Södermanland |                | 59.419924, 17.200236 | 10039701390001 | Ladda upp en bild av detta fornminne      |
| Överselö 140:1                                   | Stensättning                |              | Överselö, Södermanland |                | 59.419805, 17.203774 | 10039701400001 | Ladda upp en bild av detta fornminne      |
| Överselö 141:1                                   | Röse                        |              | Överselö, Södermanland |                | 59.418034, 17.206730 | 10039701410001 | Ladda upp en bild av detta fornminne      |
| Sö 211 (Överselö 143:1)                          | Runristning                 |              | Överselö, Södermanland | Ljunga         | 59.404214, 17.180069 | 10039701430001 | Ladda upp en till bild av detta fornminne |
| Överselö 144:1                                   | Röse                        |              | Överselö, Södermanland |                | 59.405242, 17.183351 | 10039701440001 | Ladda upp en bild av detta fornminne      |
| Överselö 146:1                                   | Gravfält                    |              | Överselö, Södermanland |                | 59.404816, 17.186179 | 10039701460001 | Ladda upp en bild av detta fornminne      |
| Överselö 147:1                                   | Stensättning                |              | Överselö, Södermanland |                | 59.401109, 17.189725 | 10039701470001 | Ladda upp en bild av detta fornminne      |
| Sö 208 (Överselö 148:1)                          | Runristning                 |              | Överselö, Södermanland | Överselö kyrka | 59.418922, 17.131364 | 10039701480001 | Ladda upp en till bild av detta fornminne |
| Sö 206 (Överselö 148:2)                          | Runristning                 |              | Överselö, Södermanland | Överselö kyrka | 59.418917, 17.131262 | 10039701480002 | Ladda upp en till bild av detta fornminne |
| Sö 204 (Överselö 148:3)                          | Runristning                 |              | Överselö, Södermanland | Överselö kyrka | 59.418992, 17.131220 | 10039701480003 | Ladda upp en till bild av detta fornminne |
| Sö 207 (Överselö 148:4)                          | Runristning                 |              | Överselö, Södermanland | Överselö kyrka | 59.419030, 17.130849 | 10039701480004 | Ladda upp en till bild av detta fornminne |
| Sö 377 (Överselö 148:5)                          | Runristning                 |              | Överselö, Södermanland | Överselö kyrka | 59.419076, 17.130862 | 10039701480005 | Ladda upp en till bild av detta fornminne |
| Sö 205 (Överselö 148:6)                          | Runristning                 |              | Överselö, Södermanland | Överselö kyrka | 59.419122, 17.130864 | 10039701480006 | Ladda upp en till bild av detta fornminne |
| Sö 210 (Överselö 149:1)                          | Runristning                 |              | Överselö, Södermanland | Klippinge      | 59.411293, 17.147995 | 10039701490001 | Ladda upp en till bild av detta fornminne |
| Överselö 151:1                                   | Gravfält                    |              | Överselö, Södermanland |                | 59.411500, 17.146140 | 10039701510001 | Ladda upp en bild av detta fornminne      |
| Överselö 152:1                                   | Gravfält                    |              | Överselö, Södermanland |                | 59.410457, 17.143389 | 10039701520001 | Ladda upp en bild av detta fornminne      |
| Sö 214 (Överselö 153:1)                          | Runristning                 |              | Överselö, Södermanland | Årby           | 59.406849, 17.146564 | 10039701530001 | Ladda upp en till bild av detta fornminne |
| Överselö 154:1                                   | Gravfält                    |              | Överselö, Södermanland |                | 59.407734, 17.145743 | 10039701540001 | Ladda upp en bild av detta fornminne      |
| Silkesberget (Överselö 155:1)                    | Fornborg                    |              | Överselö, Södermanland |                | 59.403883, 17.128383 | 10039701550001 | Ladda upp en bild av detta fornminne      |
| Överselö 156:1                                   | Gravfält                    |              | Överselö, Södermanland |                | 59.400295, 17.151769 | 10039701560001 | Ladda upp en bild av detta fornminne      |
| Överselö 158:1                                   | Gravfält                    |              | Överselö, Södermanland |                | 59.399665, 17.159576 | 10039701580001 | Ladda upp en bild av detta fornminne      |
| Överselö 159:1                                   | Gravfält                    |              | Överselö, Södermanland |                | 59.403948, 17.180201 | 10039701590001 | Ladda upp en bild av detta fornminne      |
| Överselö 160:1                                   | Gravfält                    |              | Överselö, Södermanland |                | 59.396225, 17.155611 | 10039701600001 | Ladda upp en bild av detta fornminne      |
| Överselö 161:1                                   | Gravfält                    |              | Överselö, Södermanland |                | 59.395125, 17.157495 | 10039701610001 | Ladda upp en bild av detta fornminne      |
| Överselö 162:1                                   | Gravfält                    |              | Överselö, Södermanland |                | 59.406554, 17.163394 | 10039701620001 | Ladda upp en bild av detta fornminne      |
| Överselö 166:1                                   | Stensättning                |              | Överselö, Södermanland |                | 59.385689, 17.156554 | 10039701660001 | Ladda upp en bild av detta fornminne      |
| Överselö 166:2                                   | Stensättning                |              | Överselö, Södermanland |                | 59.385578, 17.156049 | 10039701660002 | Ladda upp en bild av detta fornminne      |
| Överselö 167:1                                   | Stensättning                |              | Överselö, Södermanland |                | 59.389544, 17.146137 | 10039701670001 | Ladda upp en bild av detta fornminne      |
| Överselö 169:1                                   | Stensättning                |              | Överselö, Södermanland |                | 59.384500, 17.151202 | 10039701690001 | Ladda upp en bild av detta fornminne      |
| Överselö 170:1                                   | Stensättning                |              | Överselö, Södermanland |                | 59.389909, 17.139562 | 10039701700001 | Ladda upp en bild av detta fornminne      |
| Överselö 170:2                                   | Stensättning                |              | Överselö, Södermanland |                | 59.389937, 17.139338 | 10039701700002 | Ladda upp en bild av detta fornminne      |
| Överselö 170:3                                   | Stensättning                |              | Överselö, Södermanland |                | 59.389644, 17.139591 | 10039701700003 | Ladda upp en bild av detta fornminne      |
| Överselö 171:1                                   | Hällristning                |              | Överselö, Södermanland |                | 59.384635, 17.165929 | 10039701710001 | Ladda upp en bild av detta fornminne      |
| Överselö 172:1                                   | Röse                        |              | Överselö, Södermanland |                | 59.384955, 17.164146 | 10039701720001 | Ladda upp en bild av detta fornminne      |
| Överselö 172:2                                   | Röse                        |              | Överselö, Södermanland |                | 59.384663, 17.163882 | 10039701720002 | Ladda upp en bild av detta fornminne      |
| Överselö 172:3                                   | Röse                        |              | Överselö, Södermanland |                | 59.385249, 17.164157 | 10039701720003 | Ladda upp en bild av detta fornminne      |
| Överselö 173:1                                   | Röse                        |              | Överselö, Södermanland |                | 59.385814, 17.164776 | 10039701730001 | Ladda upp en bild av detta fornminne      |
| Överselö 175:1                                   | Stensättning                |              | Överselö, Södermanland |                | 59.394690, 17.153280 | 10039701750001 | Ladda upp en bild av detta fornminne      |
| Överselö 176:1                                   | Gravfält                    |              | Överselö, Södermanland |                | 59.385400, 17.166970 | 10039701760001 | Ladda upp en bild av detta fornminne      |
| Överselö 177:1                                   | Gravfält                    |              | Överselö, Södermanland |                | 59.381084, 17.159928 | 10039701770001 | Ladda upp en bild av detta fornminne      |
| Överselö 178:1                                   | Gravfält                    |              | Överselö, Södermanland |                | 59.380604, 17.158432 | 10039701780001 | Ladda upp en bild av detta fornminne      |
| Överselö 179:1                                   | Stensättning                |              | Överselö, Södermanland |                | 59.381712, 17.163160 | 10039701790001 | Ladda upp en bild av detta fornminne      |
| Överselö 181:1                                   | Gravfält                    |              | Överselö, Södermanland |                | 59.379052, 17.165610 | 10039701810001 | Ladda upp en bild av detta fornminne      |
| Överselö 183:1                                   | Gravfält                    |              | Överselö, Södermanland |                | 59.375727, 17.164400 | 10039701830001 | Ladda upp en bild av detta fornminne      |
| Överselö 186:1                                   | Röse                        |              | Överselö, Södermanland |                | 59.379381, 17.139577 | 10039701860001 | Ladda upp en bild av detta fornminne      |
| Överselö 187:1                                   | Gravfält                    |              | Överselö, Södermanland |                | 59.375677, 17.169603 | 10039701870001 | Ladda upp en bild av detta fornminne      |
| Överselö 190:1                                   | Röse                        |              | Överselö, Södermanland |                | 59.378605, 17.143129 | 10039701900001 | Ladda upp en bild av detta fornminne      |
| Överselö 191:1                                   | Röse                        |              | Överselö, Södermanland |                | 59.376537, 17.139070 | 10039701910001 | Ladda upp en bild av detta fornminne      |
| Överselö 193:1                                   | Stensättning                |              | Överselö, Södermanland |                | 59.378569, 17.157799 | 10039701930001 | Ladda upp en bild av detta fornminne      |
| Överselö 194:1                                   | Gravfält                    |              | Överselö, Södermanland |                | 59.378088, 17.155545 | 10039701940001 | Ladda upp en bild av detta fornminne      |
| Överselö 196:1                                   | Stensättning                |              | Överselö, Södermanland |                | 59.374171, 17.170179 | 10039701960001 | Ladda upp en bild av detta fornminne      |
| Överselö 197:1                                   | Gravfält                    |              | Överselö, Södermanland |                | 59.373434, 17.170103 | 10039701970001 | Ladda upp en bild av detta fornminne      |
| Överselö 198:1                                   | Gravfält                    |              | Överselö, Södermanland |                | 59.373862, 17.166010 | 10039701980001 | Ladda upp en bild av detta fornminne      |
| Överselö 200:1                                   | Stensättning                |              | Överselö, Södermanland |                | 59.372181, 17.183210 | 10039702000001 | Ladda upp en bild av detta fornminne      |
| Överselö 200:2                                   | Grav markerad av sten/block |              | Överselö, Södermanland |                | 59.372076, 17.183070 | 10039702000002 | Ladda upp en bild av detta fornminne      |
| Överselö 200:3                                   | Stensättning                |              | Överselö, Södermanland |                | 59.371937, 17.182907 | 10039702000003 | Ladda upp en bild av detta fornminne      |
| Överselö 200:4                                   | Stensättning                |              | Överselö, Södermanland |                | 59.371866, 17.183285 | 10039702000004 | Ladda upp en bild av detta fornminne      |
| Överselö 201:1                                   | Gravfält                    |              | Överselö, Södermanland |                | 59.401786, 17.142895 | 10039702010001 | Ladda upp en bild av detta fornminne      |
| Överselö 202:1                                   | Fornborg                    |              | Överselö, Södermanland |                | 59.403028, 17.078081 | 10039702020001 | Ladda upp en bild av detta fornminne      |
| Överselö 205:1                                   | Hällristning                |              | Överselö, Södermanland |                | 59.434884, 17.181677 | 10039702050001 | Ladda upp en bild av detta fornminne      |
| Överselö 206:1                                   | Hällristning                |              | Överselö, Södermanland |                | 59.430928, 17.183459 | 10039702060001 | Ladda upp en bild av detta fornminne      |
| Överselö 207:1                                   | Hällristning                |              | Överselö, Södermanland |                | 59.431521, 17.181505 | 10039702070001 | Ladda upp en bild av detta fornminne      |
| Överselö 207:2                                   | Hällristning                |              | Överselö, Södermanland |                | 59.431576, 17.181084 | 10039702070002 | Ladda upp en bild av detta fornminne      |
| Överselö 209:1                                   | Hällristning                |              | Överselö, Södermanland |                | 59.416496, 17.176809 | 10039702090001 | Ladda upp en bild av detta fornminne      |
| Överselö 210:1                                   | Hällristning                |              | Överselö, Södermanland |                | 59.416742, 17.175899 | 10039702100001 | Ladda upp en bild av detta fornminne      |
| Överselö 210:2                                   | Hällristning                |              | Överselö, Södermanland |                | 59.416724, 17.175927 | 10039702100002 | Ladda upp en bild av detta fornminne      |
| Överselö 210:3                                   | Hällristning                |              | Överselö, Södermanland |                | 59.416894, 17.175870 | 10039702100003 | Ladda upp en bild av detta fornminne      |
| Överselö 211:1                                   | Hällristning                |              | Överselö, Södermanland |                | 59.416149, 17.175728 | 10039702110001 | Ladda upp en bild av detta fornminne      |
| Överselö 212:1                                   | Hällristning                |              | Överselö, Södermanland |                | 59.415227, 17.175085 | 10039702120001 | Ladda upp en bild av detta fornminne      |
| Överselö 215:1                                   | Hällristning                |              | Överselö, Södermanland |                | 59.388216, 17.166857 | 10039702150001 | Ladda upp en bild av detta fornminne      |
| Överselö 216:1                                   | Hällristning                |              | Överselö, Södermanland |                | 59.387631, 17.168459 | 10039702160001 | Ladda upp en bild av detta fornminne      |
| Överselö 216:2                                   | Hällristning                |              | Överselö, Södermanland |                | 59.387653, 17.168413 | 10039702160002 | Ladda upp en bild av detta fornminne      |
| Överselö 217:1                                   | Hällristning                |              | Överselö, Södermanland |                | 59.409188, 17.176422 | 10039702170001 | Ladda upp en bild av detta fornminne      |
| Överselö 218:1                                   | Hällristning                |              | Överselö, Södermanland |                | 59.409479, 17.175866 | 10039702180001 | Ladda upp en bild av detta fornminne      |
| Överselö 218:2                                   | Hällristning                |              | Överselö, Södermanland |                | 59.409625, 17.175817 | 10039702180002 | Ladda upp en bild av detta fornminne      |
| Överselö 219:1                                   | Hällristning                |              | Överselö, Södermanland |                | 59.409938, 17.176894 | 10039702190001 | Ladda upp en bild av detta fornminne      |
| Överselö 219:3                                   | Hällristning                |              | Överselö, Södermanland |                | 59.410186, 17.176467 | 10039702190003 | Ladda upp en bild av detta fornminne      |
| Överselö 220:1                                   | Hällristning                |              | Överselö, Södermanland |                | 59.376472, 17.164464 | 10039702200001 | Ladda upp en bild av detta fornminne      |
| Överselö 220:2                                   | Hällristning                |              | Överselö, Södermanland |                | 59.376441, 17.164540 | 10039702200002 | Ladda upp en bild av detta fornminne      |
| Överselö 224                                     | Gravfält                    |              | Överselö, Södermanland |                | 59.414504, 17.180950 | 12000000005392 | Ladda upp en bild av detta fornminne      |
| Botvidstorp (Överselö 230)                       | Lägenhetsbebyggelse         |              | Överselö, Södermanland |                | 59.454028, 17.100159 | 12000000005401 | Ladda upp en bild av detta fornminne      |
| Överselö 233                                     | Gravfält                    |              | Överselö, Södermanland |                | 59.418687, 17.223586 | 12000000005406 | Ladda upp en bild av detta fornminne      |
| Överselö 236                                     | Runristning                 |              | Överselö, Södermanland |                | 59.403791, 17.182812 | 12000000005412 | Ladda upp en bild av detta fornminne      |
| Överselö 238                                     | Hällristning                |              | Överselö, Södermanland |                | 59.414591, 17.205686 | 12000000005414 | Ladda upp en bild av detta fornminne      |
| Överselö 240                                     | Gravhägnad                  |              | Överselö, Södermanland |                | 59.417489, 17.218530 | 12000000005417 | Ladda upp en bild av detta fornminne      |
| Överselö 242                                     | Stensättning                |              | Överselö, Södermanland |                | 59.404728, 17.181867 | 12000000005419 | Ladda upp en bild av detta fornminne      |
| Överselö 250                                     | Gravhägnad                  |              | Överselö, Södermanland |                | 59.416058, 17.205394 | 12000000005427 | Ladda upp en bild av detta fornminne      |
| Överselö 252                                     | Stensättning                |              | Överselö, Södermanland |                | 59.418156, 17.206837 | 12000000005429 | Ladda upp en bild av detta fornminne      |
| Överselö 255                                     | Stensättning                |              | Överselö, Södermanland |                | 59.415956, 17.171707 | 12000000005433 | Ladda upp en bild av detta fornminne      |
| Överselö 258                                     | Stensättning                |              | Överselö, Södermanland |                | 59.416493, 17.205106 | 12000000005437 | Ladda upp en bild av detta fornminne      |
| Överselö 261                                     | Stensättning                |              | Överselö, Södermanland |                | 59.411415, 17.209024 | 12000000005440 | Ladda upp en bild av detta fornminne      |
| Överselö 266                                     | Stensättning                |              | Överselö, Södermanland |                | 59.419023, 17.214532 | 12000000005445 | Ladda upp en bild av detta fornminne      |
| Överselö 270                                     | Stensättning                |              | Överselö, Södermanland |                | 59.432021, 17.119009 | 12000000005449 | Ladda upp en bild av detta fornminne      |
| Överselö 278                                     | Stensättning                |              | Överselö, Södermanland |                | 59.421940, 17.157986 | 12000000005457 | Ladda upp en bild av detta fornminne      |
| Överselö 289                                     | Hällristning                |              | Överselö, Södermanland |                | 59.392510, 17.142037 | 12000000005593 | Ladda upp en bild av detta fornminne      |
| Överselö 290                                     | Hällristning                |              | Överselö, Södermanland |                | 59.393063, 17.141924 | 12000000005595 | Ladda upp en bild av detta fornminne      |
| Överselö 292                                     | Hällristning                |              | Överselö, Södermanland |                | 59.391958, 17.143159 | 12000000005598 | Ladda upp en bild av detta fornminne      |
| Överselö 299                                     | Stensättning                |              | Överselö, Södermanland |                | 59.382126, 17.157419 | 12000000005631 | Ladda upp en bild av detta fornminne      |
| Överselö 300                                     | Stensättning                |              | Överselö, Södermanland |                | 59.390068, 17.138822 | 12000000005632 | Ladda upp en bild av detta fornminne      |
| Överselö 302                                     | Stensättning                |              | Överselö, Södermanland |                | 59.382100, 17.157249 | 12000000005634 | Ladda upp en bild av detta fornminne      |
| Överselö 304                                     | Stensättning                |              | Överselö, Södermanland |                | 59.382115, 17.148754 | 12000000005636 | Ladda upp en bild av detta fornminne      |
| Överselö 311                                     | Stensättning                |              | Överselö, Södermanland |                | 59.394868, 17.183884 | 12000000005643 | Ladda upp en bild av detta fornminne      |
| Överselö 318                                     | Stensättning                |              | Överselö, Södermanland |                | 59.427450, 17.170571 | 12000000005727 | Ladda upp en bild av detta fornminne      |
| Överselö 335                                     | Gravfält                    |              | Överselö, Södermanland |                | 59.427078, 17.168836 | 12000000005744 | Ladda upp en bild av detta fornminne      |
| Överselö 340                                     | Husgrund, historisk tid     |              | Överselö, Södermanland |                | 59.405139, 17.107877 | 12000000005752 | Ladda upp en bild av detta fornminne      |
| Överselö 373                                     | Gravfält                    |              | Överselö, Södermanland |                | 59.375482, 17.166674 | 12000000032870 | Ladda upp en bild av detta fornminne      |
| Nybytorp (Överselö 374)                          | Lägenhetsbebyggelse         |              | Överselö, Södermanland |                | 59.390804, 17.139186 | 12000000005630 | Ladda upp en bild av detta fornminne      |
| Bråbytorpet (Överselö 379)                       | Lägenhetsbebyggelse         |              | Överselö, Södermanland |                | 59.403176, 17.215862 | 12000000041057 | Ladda upp en bild av detta fornminne      |